# Las Flores de la Vida
Las Flores de la Vida est un album de musique cubaine enregistré en 2000 par le guitariste et chanteur cubain Compay Segundo, alors âgé de 93 ans.

## Historique

### Genèse
En l'an 2000, à l'âge de 93 ans, Compay Segundo compose quelques vers dans un avion volant de l'Allemagne vers l'Italie, puis y ajoute de la musique quelques jours plus tard à bord d'un autre avion. Il décide alors d'appeler son prochain album Las Flores de la Vida et précise que, arrivé à l'âge de 93 ans, le mot « vie » est le mot qu'il apprécie le plus. Il explique que les fleurs de la vie l'ont atteint passé l'âge de 90 ans, sous la forme du succès, alors qu'il ne s'y attendait plus et il invite les jeunes à être patients car les fleurs de la vie arriveront à un moment donné de leur vie,.

### Enregistrement et production
L'album Las Flores de la Vida est enregistré en l'an 2000 aux studios El Cortijo à Malaga en Espagne par le chanteur et guitariste Compay Segundo accompagné par un groupe incluant, entre autres, ses deux fils Salvador et Basilio Repilado, le chanteur Hugo Garzón (qui assure la première voix) ainsi que trois clarinettistes de formation classique, qu'il a ajouté à sa formation probablement à cause de la nostalgie de ses jeunes années comme clarinettiste,,,.
L'album est produit par Juan Ignacio Cuadrado, qui assure également la prise de son, assisté d'Oscar Herrador,,.
Le mixage est effectué par Cuadrado lui-même, assisté de Juan Carlos Blancas et Marcos Lidiano, au Studio Track à Madrid et la mastérisation (matriçage) par José Peña,,.

### Publication
L'album sort en CD le 5 décembre 2000 sous la référence 85502-2 sur le label Nonesuch Records appartenant au groupe Warner Music Group, puis dans d'autres pays sous la référence 857385502 2 sur le label GASA / Dro East West appartenant également à Warner.
La notice du CD (original liner notes) est de la main de Compay Segundo lui-même et est complétée par une biographie de l'artiste rédigée par Pedro de la Hoz, critique musical cubain,.
Le design de la pochette et du livret est l'œuvre de Jose Puga, tandis que la photographie est de Javier Salas, Graciano Bartolini, Zoe Alvarez et Lukas Maximilian,,.

## Accueil critique
Le site AllMusic attribue 3 étoiles à l'album Las Flores de la Vida.
Le critique John Bush d'AllMusic estime que l'album Las Flores de la Vida est « une célébration de la vie et aussi un message pour les jeunes, non seulement pour profiter de ce qu'ils ont, mais aussi pour être patient pour ce que la vie peut donner dans les années à venir. Pour les fans du Buena Vista Social Club et de sa discographie de projets solo qui s'étoffe rapidement, Las Flores de la Vida contient une grande partie du son cubain exquis et sans effort qu'ils recherchent, même si Segundo mélange un peu les choses ».

## Liste des morceaux
L'album comprend les treize morceaux ci-dessous,.
Compay Segundo a inclus sur ce disque la chanson Guantanamera, composée par son grand ami Joseíto Fernández et qu'il qualifie de « chanson sans aucun doute la plus universelle de la musique populaire cubaine » : « Je sais qu'il en existe des centaines de versions sur un nombre infini d'albums mais Compay, qui est le plus vieux musicien du monde, ne l'avait jamais enregistrée, et il était grand temps, caballero ! ».
Dans la chanson Oui Parle Français, Compay Segundo imite le langage des coupeurs de canne à sucre haïtiens qui peuplèrent l'est de Cuba à la fin des années 1800 et au début des années 1900, un langage qui est un mélange de français, de créole et d'espagnol mal parlé.
| 1.    | La Negra Tomasa                | Guillermo Rodriguez Fife                       | 3:57 |
| 2.    | Ataidi "Las Flores de la Vida" | Francisco Repilado Muñoz                       | 4:05 |
| 3.    | Oui Parle Français             | Francisco Repilado Muñoz                       | 2:29 |
| 4.    | Juramento                      | Miguel Matamoros                               | 3:13 |
| 5.    | Enamorada                      | Agustín Lara                                   | 3:46 |
| 6.    | Amor de Loca Juventud          | Rafael Pascual Ortíz Rodrigues                 | 3:05 |
| 7.    | Te Apartas de Mi               | Francisco Repilado Muñoz                       | 2:50 |
| 8.    | Te Doy la Vida                 | Francisco Repilado Muñoz / Lorenzo Hierrezuelo | 5:29 |
| 9.    | El Beso Discreto               | Miguel Matamoros                               | 2:47 |
| 10.   | Longina                        | Manuel Raimundol Corona                        | 3:18 |
| 11.   | Desvelo de Amor                | Rafael Hernández Marín                         | 3:46 |
| 12.   | Cazabe y Macho                 | Francisco Repilado Muñoz                       | 4:22 |
| 13.   | Guantanamera                   | Joseito Fernández (textes de José Martí)       | 5:11 |
| 49:11 |                                |                                                |      |

## Musiciens
- Hugo Garzón : première voix, maracas et güiro
- Compay Segundo : armónico et deuxième voix
- Salvador Repilado : contrebasse
- Basilio Repilado : percussions, claves, voix en anglais sur Amor de Loca Juventud
- Benito Suárez : guitare
- Rangel : congas (tumbadora), bongó et sonnaille (cloche, campana)
- Rosendo Nardo : clarinette basse
- Rafael Inciarte : clarinette
- Haskell Armenteros : clarinette

## Musiciens additionnels
- Luis Dulzaides :  maracas et bongo sur Enamorada
- Andres Tavera : bongo sur Cazabe y Macho
- Trevor Morais : percussions sur Amor de Loca Juventud

## Certification
| Région                                                                                                 | Certification | Ventes/Streams |
| --- | ------------- | -------------- |
| France (SNEP)                                                                                          | Or            | 100 000        |
| *Ventes selon la certification ^Mise en rayon selon la certification xNon précisé par la certification |               |                |